# Las Torres de Cotillas
Las Torres de Cotillas is een gemeente in de Spaanse provincie en regio Murcia met een oppervlakte van 39 km². Las Torres de Cotillas telt 21.341 inwoners (1 januari 2016).

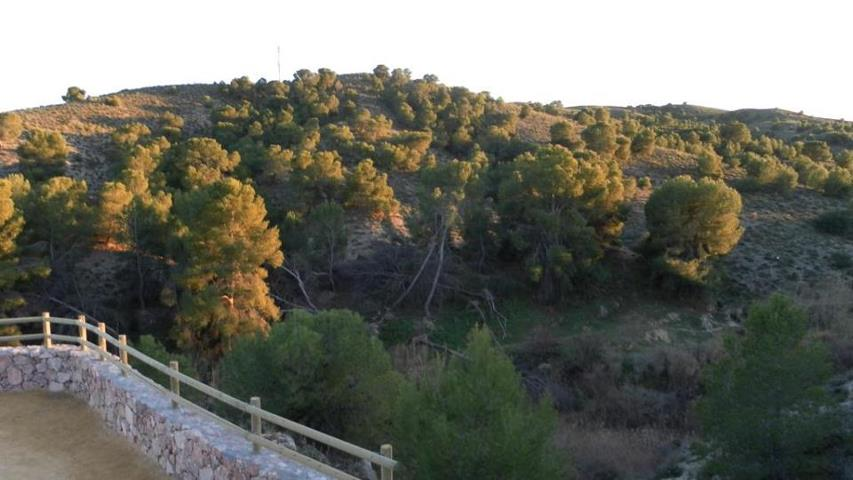
Natuurgebied bij Las Torres de Cotillas
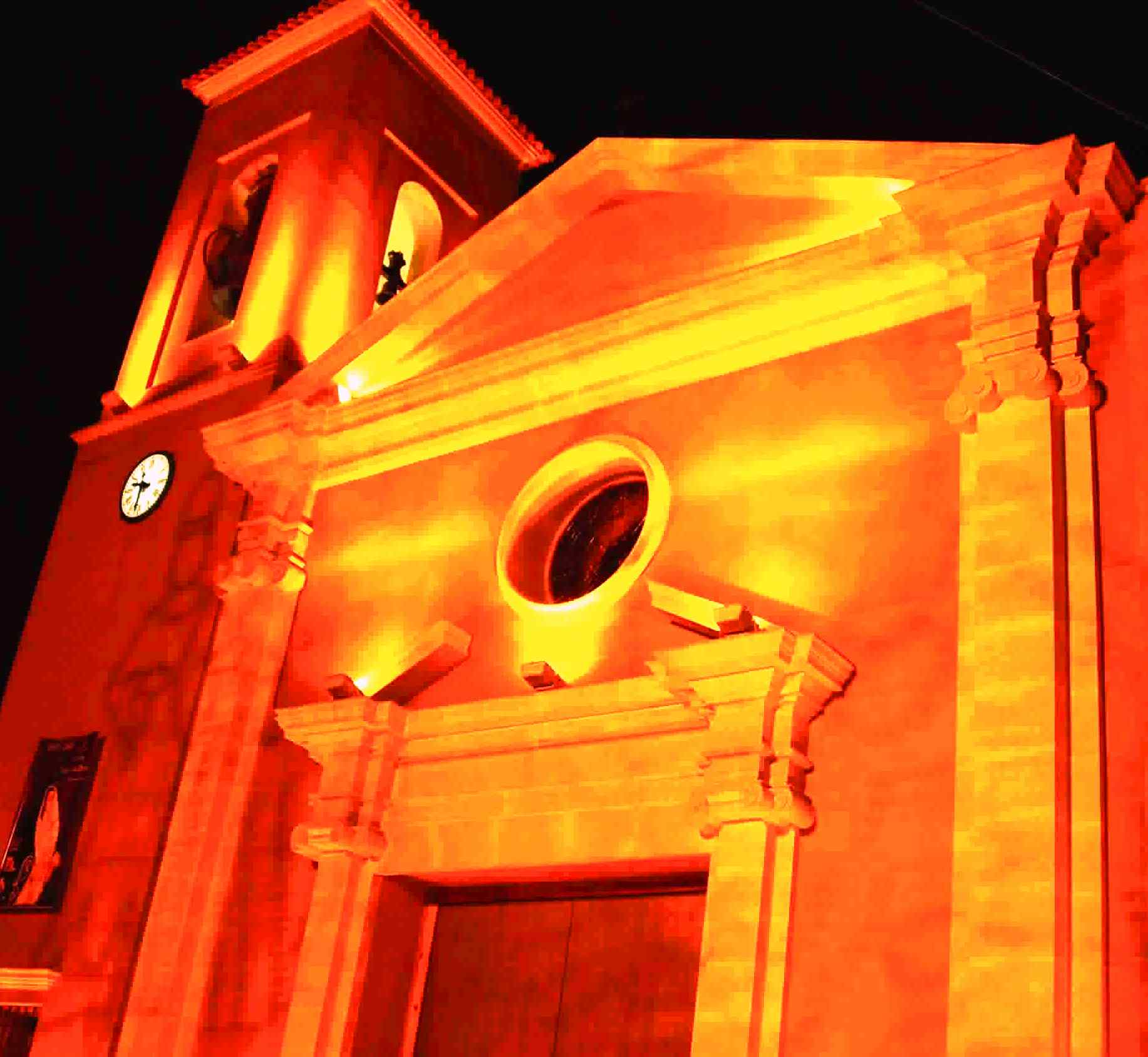
Kerk in Las Torres de Cotillas
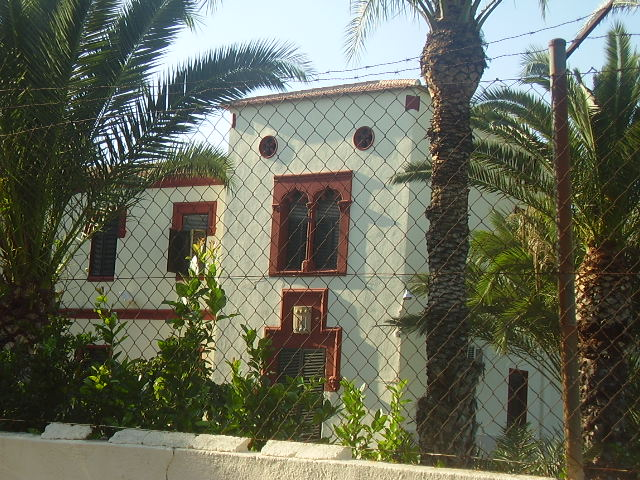
Palacete D´Estoup
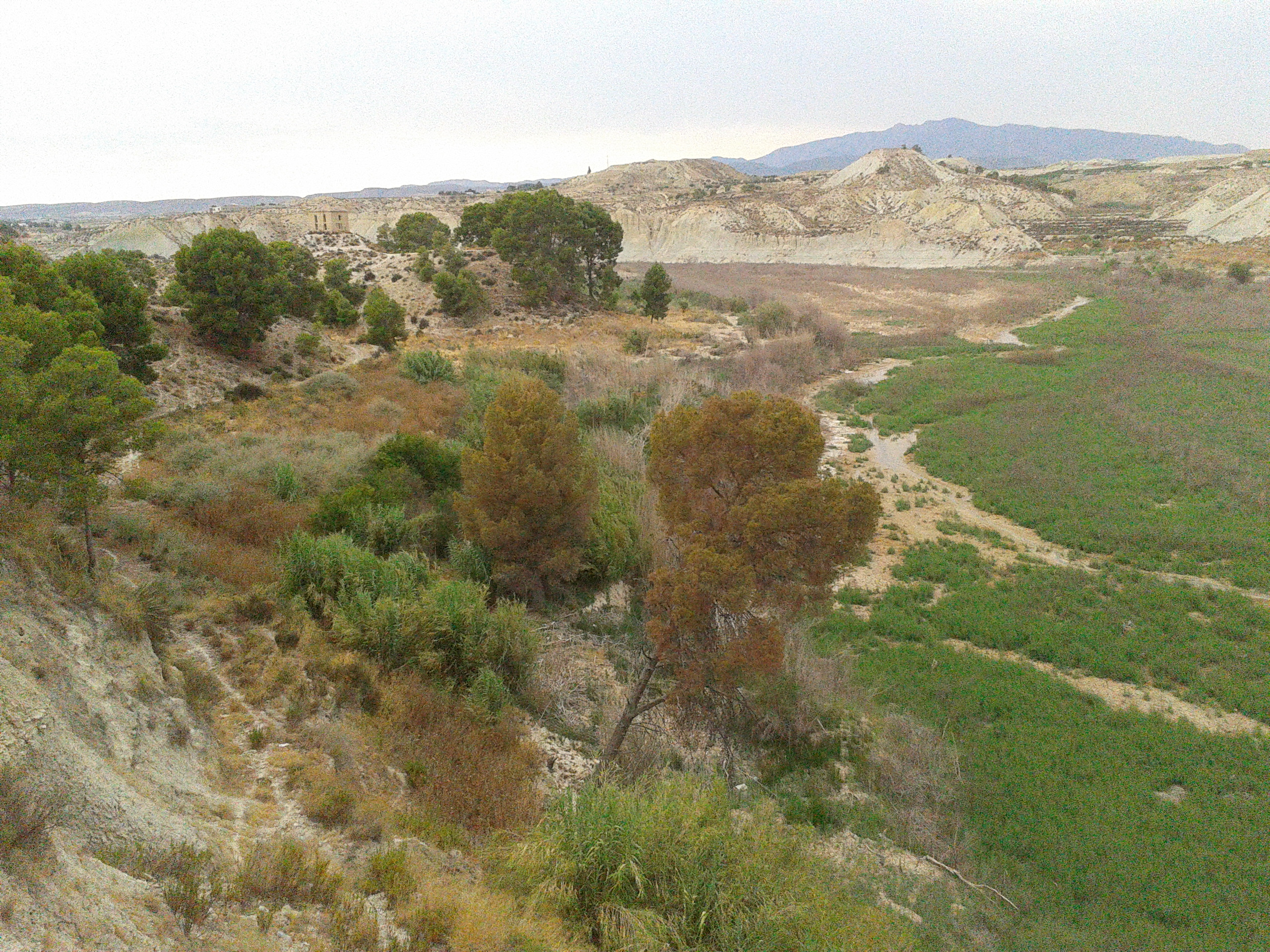
Landschap in Las Torres de Cotillas
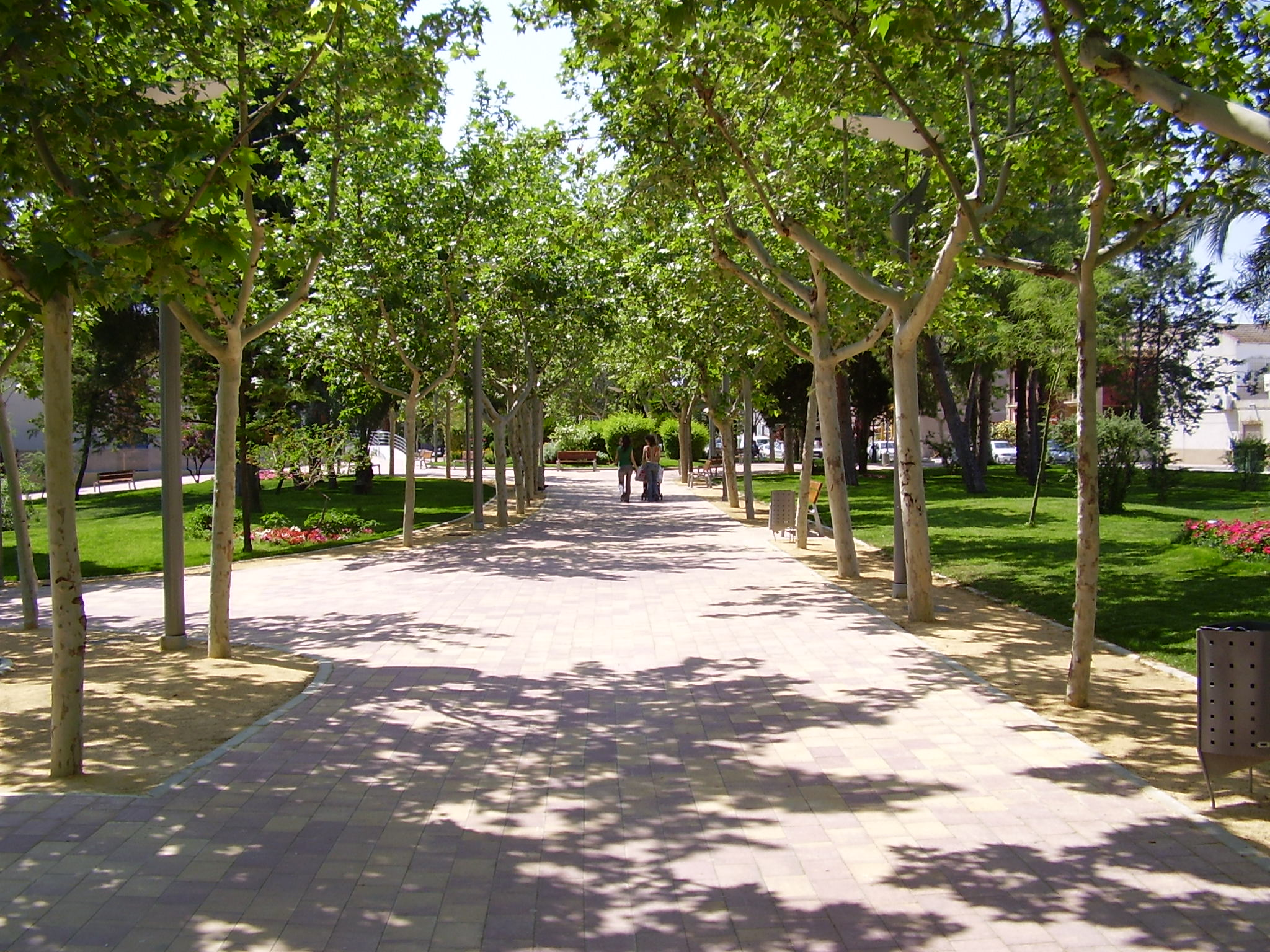
Parque de la Constitución
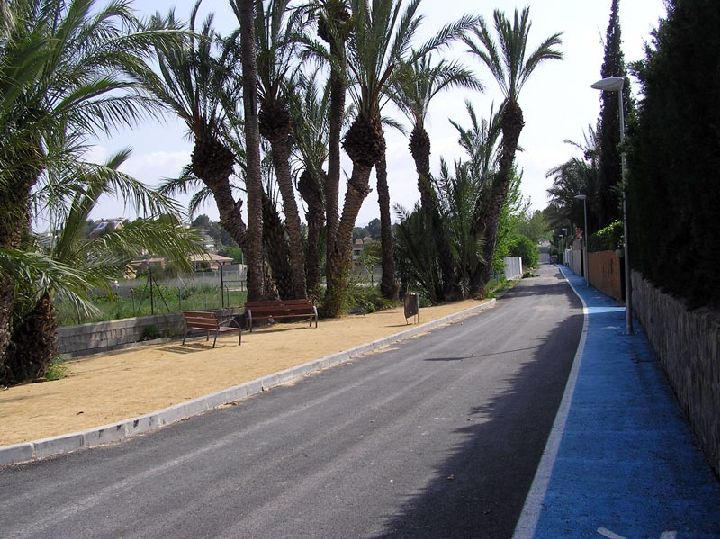
Straat in Las Torres de Cotillas

## Demografische ontwikkeling
Bron: INE; 1857-2011: volkstellingen
Abanilla · Abarán · Águilas · Albudeite · Alcantarilla · Aledo · Alguazas · Alhama de Murcia · Archena · Beniel · Blanca · Bullas · Calasparra · Campos del Río · Caravaca de la Cruz · Cartagena · Cehegín · Ceutí · Cieza · Fortuna · Fuente Álamo de Murcia · Jumilla · La Unión · Las Torres de Cotillas · Librilla · Lorca · Lorquí · Los Alcázares · Mazarrón · Molina de Segura · Moratalla · Mula · Murcia · Ojós · Pliego · Puerto Lumbreras · Ricote · San Javier · San Pedro del Pinatar · Santomera · Torre-Pacheco · Totana · Ulea · Villanueva del Río Segura · Yecla